# Bożki (rejon głębocki)
Bożki – dawna wieś i folwark. Tereny, na których leżały, znajdują się obecnie na Białorusi, w obwodzie witebskim, w rejonie głębockim, w sielsowiecie Psuja.

## Historia
W czasach zaborów w powiecie dzisieńskim, w guberni wileńskiej Imperium Rosyjskiego.
W latach 1921–1945 wieś i folwark leżały w Polsce, w województwie wileńskim, w powiecie dziśnieńskim, w gminie Prozoroki, a następnie w gminie Hołubicze.
Według Powszechnego Spisu Ludności z 1921 roku zamieszkiwało tu 60 osób, 41 było wyznania rzymskokatolickiego a 19 prawosławnego. Jednocześnie wszyscy mieszkańcy zadeklarowali polską przynależność narodową. Było tu 8 budynków mieszkalnych. W 1931 w folwarku 3 domach zamieszkiwało 26 osób, a we wsi w 11 domach 68 osób.
Wierni należeli do parafii rzymskokatolickiej w Bobrowszczyźnie i prawosławnej w Hołubiczach. Miejscowość podlegała pod Sąd Grodzki w Głębokiem i Okręgowy w Wilnie; właściwy urząd pocztowy mieścił się w Hołubiczach.